# Provincia de Moxico
Moxico es una de las 21 provincias en que se encuentra dividida administrativamente Angola. Su capital es Luena.
Tiene una superficie de 223 023 km², y una población de 230 000 habitantes, según estimaciones hechas para 2004.
La provincia fue base de operaciones de UNITA, durante la guerra civil angoleña.
En esta provincia hay más de 10 000 hispanohablantes.

## Municipios con población estimada en julio de 2018
- Alto Zambeze 124,891
- Bundas 78,261
- Camanongue 38,478
- Cameia 33,194
- Léua 36,552
- Luacano 23,373
- Luau 100,734
- Luchazes 16,275
- Luena 402,500

## Municipalidades
- Moxico
- Camanongue
- Léua
- Lumeje
- Luau (Teixeira de Sousa).
- Luacano
- Alto Zambeze
- Luchazes
- Bundas

## Comunas
- Moxico
  - Luena, sede.
  - Lucusse,
  - Lutuai,
  - Cangumbe.
- Camanongue
  - Camanongue, sede.
- Léua
  - Léua, sede.
  - Liangongo.
- Lumeje
  - Cameia, sede.
- Luau
  - Luau, sede.
- Luacano
  - Luacano, sede.
  - Lago-Dilolo.
- Alto Zambeze
  - Cazombo, sede.
  - Cavungo,
  - Caianda,
  - Lóvua,
  - Calunda,
  - Macondo,
  - Lumbala-Caquengue.
- Luchazes
  - Luchazes, sede.
  - Tempue,
  - Cassamba,
  - Muie,
  - Cangombe
- Bundas
  - Lumbala Nguimbo, sede.
  - Nguimbo,
  - Luvuei,
  - Lutembo,
  - Sessa,
  - Mussuma,
  - Ninda,
  - Chiume.